# Engelska 5
Engelska 5 är en kurs för gymnasieskolan och vuxenutbildningen i Sverige enligt Gy 2011. Den bygger på engelskkunskaper från grundskolan och omfattar 100 gymnasiepoäng. Engelska 5 ersatte Engelska A (Lpf 94) och läses som ett gymnasiegemensamt ämne. Den efterföljs av Engelska 6.

## Innehåll
Kursen tar upp engelska språkets spridning över världen.